# جورج جونستون (سياسي كندي)
جورج جونستون (بالإنجليزية: George Norman Johnston)‏ هو سياسي كندي، ولد في 13 سبتمبر 1884 في كندا، وتوفي في 28 سبتمبر 1977 في نفس البلد. حزبياً، نشط في إتحاد مزارعي ألبرتا ‏. وقد انتخب عضو الجمعية التشريعية ألبرتا (1926 – 1936).